# エルンスト・ルドルフ
エルンスト・フリードリヒ・カール・ルドルフ（Ernst Friedrich Karl Rudorff, 1840年1月18日 - 1916年12月31日）は、ドイツの作曲家、音楽教師。

## 生涯
ベルリンに生まれる。1852年から1857年までヴォルデマール・バルギールにピアノを学ぶ。1859年にライプツィヒ音楽院に入学し、イグナーツ・モシェレス、ルイ・プレディ、ユリウス・リーツに師事した。また、モーリッツ・ハウプトマン、カール・ライネッケからも個人的な手解きを受けた。1865年にケルン音楽院でピアノを教え始め、1867年にはケルン・バッハ協会 (Bach-Verein Köln) を設立した。1869年にベルリンに移住し、ベルリン高等音楽学校（現在のベルリン芸術大学）で1910年までピアノ講師を務めた。1880年から1890年まで、マックス・ブルッフの後任としてシュテルン合唱協会を指揮した。ベルリンにて没。

## 作品
主な作品に、交響曲第1番変ロ長調（作品31）、交響曲第2番ト短調（作品40）、交響曲第3番ロ短調（作品50）、オーケストラのためのセレナーデ（イ長調作品20、ト長調作品20）、ルートヴィヒ・ティークの「金髪のエックベルト」Märchen vom blonden Ekbertへの序曲（作品8）、「射手オットー」Otto der Schützへの序曲（作品12）、「ロマンティック序曲」Romantische Ouvertüre（作品45）、オーケストラのための三楽章のバラード（作品15）、オーケストラのための変奏曲（作品24）、ヴァイオリンとオーケストラのためのロマンツェ（作品41）、Der Aufzug der Romanze（ルートヴィヒ・ティークによるリブレット）、Gesang an die Sterne（フリードリヒ・リュッケルトによるリブレット）、Herbstlied（作品43）、弦楽六重奏曲イ長調（作品5）がある。また、多くの歌曲を作曲した。
その他、フランツ・シューベルトの幻想曲の管弦楽編曲、カール・マリア・フォン・ヴェーバーのオイリアンテの総譜校訂、ヴォルフガング・アマデウス・モーツァルトのピアノ協奏曲集、ピアノソナタ集の総譜校訂、ヴェーバーのハインリヒ・リヒテンシュタインへの書簡の出版（1900年）などに携わった。ルドルフとヨハネス・ブラームス、ヨーゼフ・ヨアヒムとの往復書簡が出版されている。